# Sentiero di Leonardo
Le (en italien : Sentiero di Leonardo traduit en français en Sentier de Léonard ) est un sentier d'excursion d'environ 240 km qui commence à Milan et qui longe la partie orientale de la rive du lac de Côme.

## Toponymie
Le nom de « Chemin de Léonard de Vinci » lui est donné, car c'est le chemin que Léonard de Vinci aurait parcouru entre l’Italie et la Suisse, dont certains détails seraient mentionnés dans le Codex Atlanticus.

## Itinéraire
Le chemin emprunte une série de routes qui reliaient jadis les villages de la rive est du lac de Lecco à Colico et qui faisaient partie d’un réseau de liaisons entre Milan et les cols alpins, comme le col du Septimer. L'origine du réseau est attribuée  à l'époque romaine.
Le chemin de Léonard de Vinci part de Milan et arrive sur le lac de Côme, en passant par Trezzo sull'Adda le long de l'Alzaia della Martesana. De là, il continue vers Lecco en suivant le chemin de halage de la rivière Adda.
La présence des gares ferroviaires de la ligne Lecco-Tirano permet aux randonneurs d'établir des étapes de différentes longueurs.

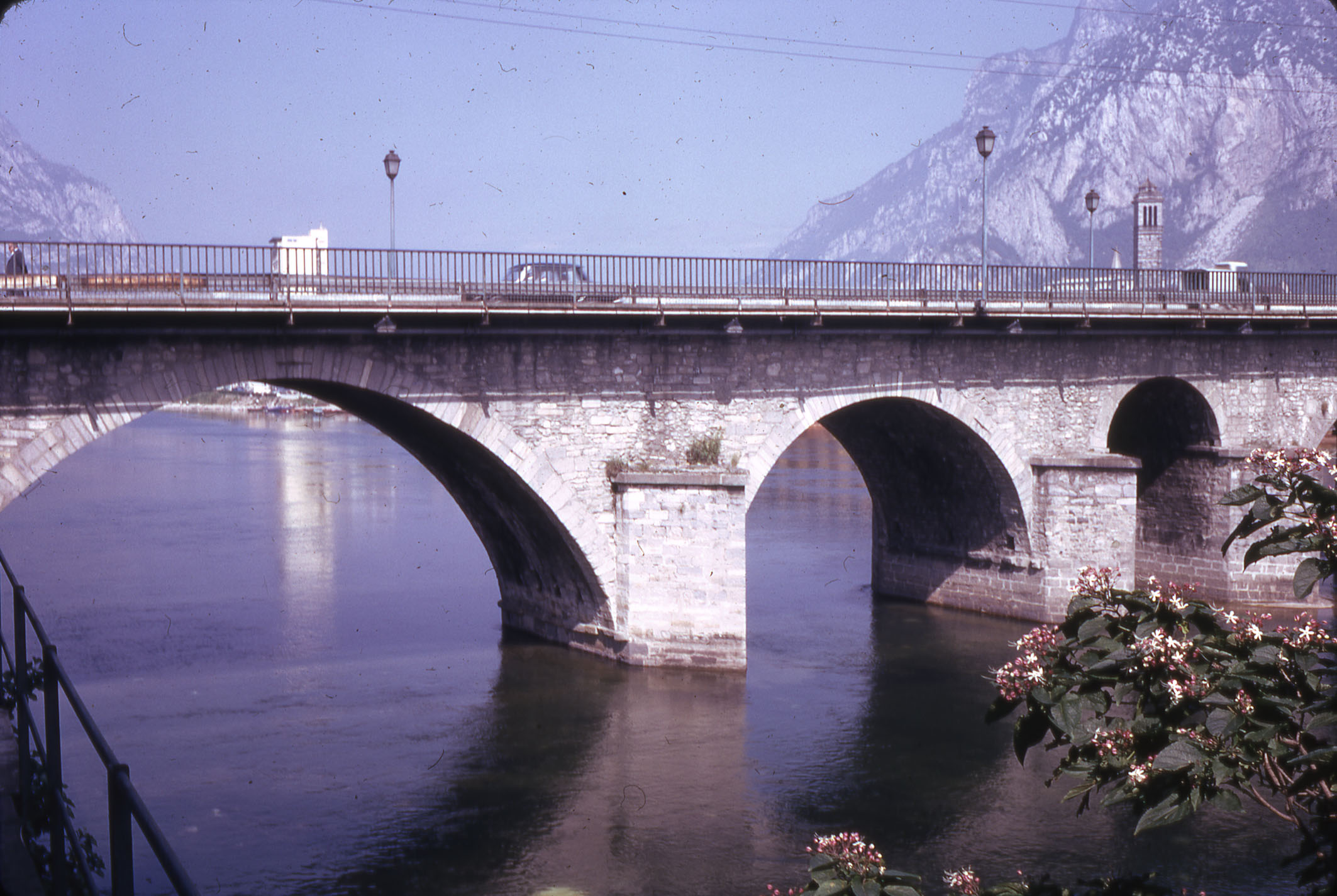
Ponte Azzone Visconti à Lecco, reconnaissable dans ses formes derrière la Mona Lisa
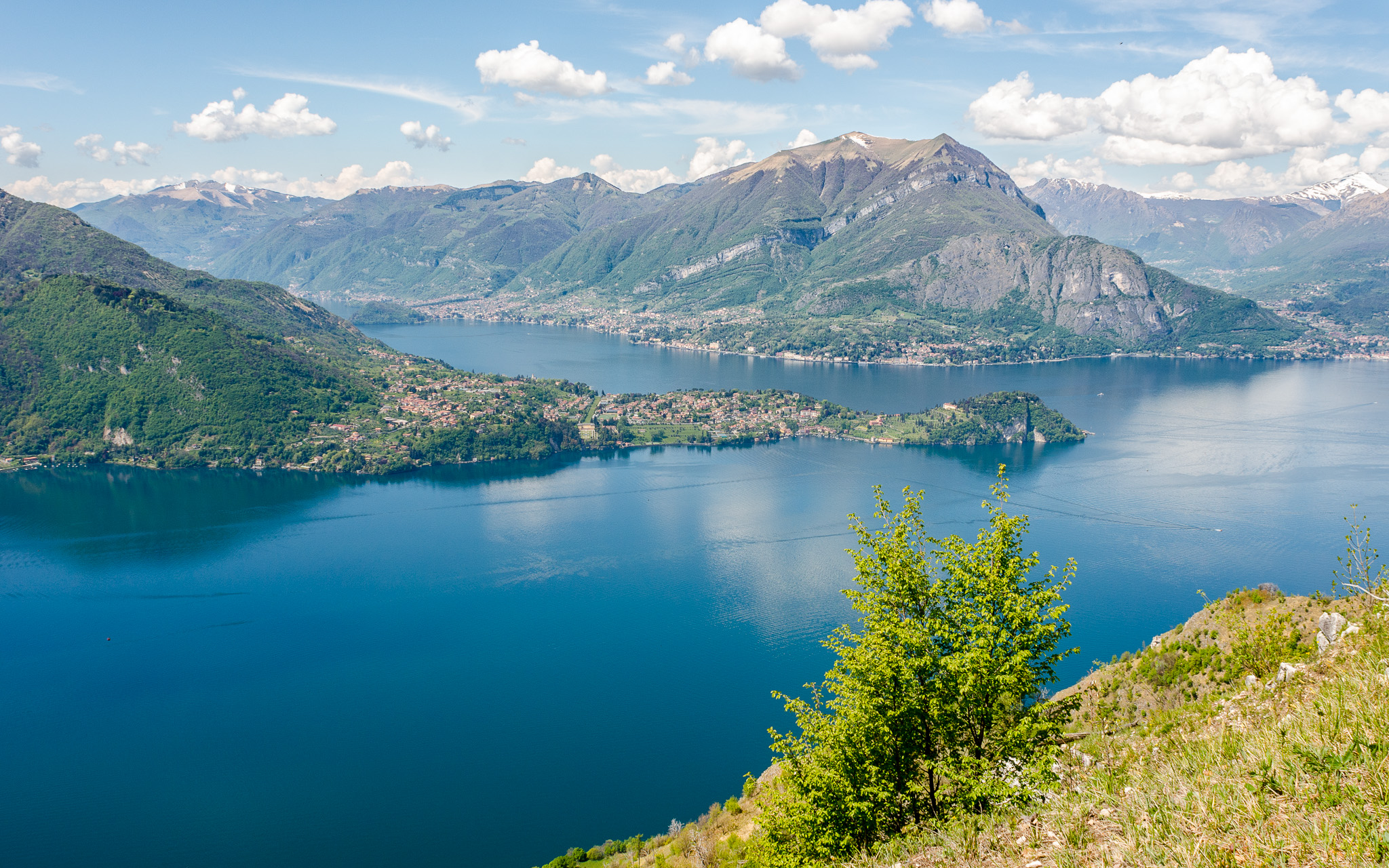
Section plate sur le lac de Côme
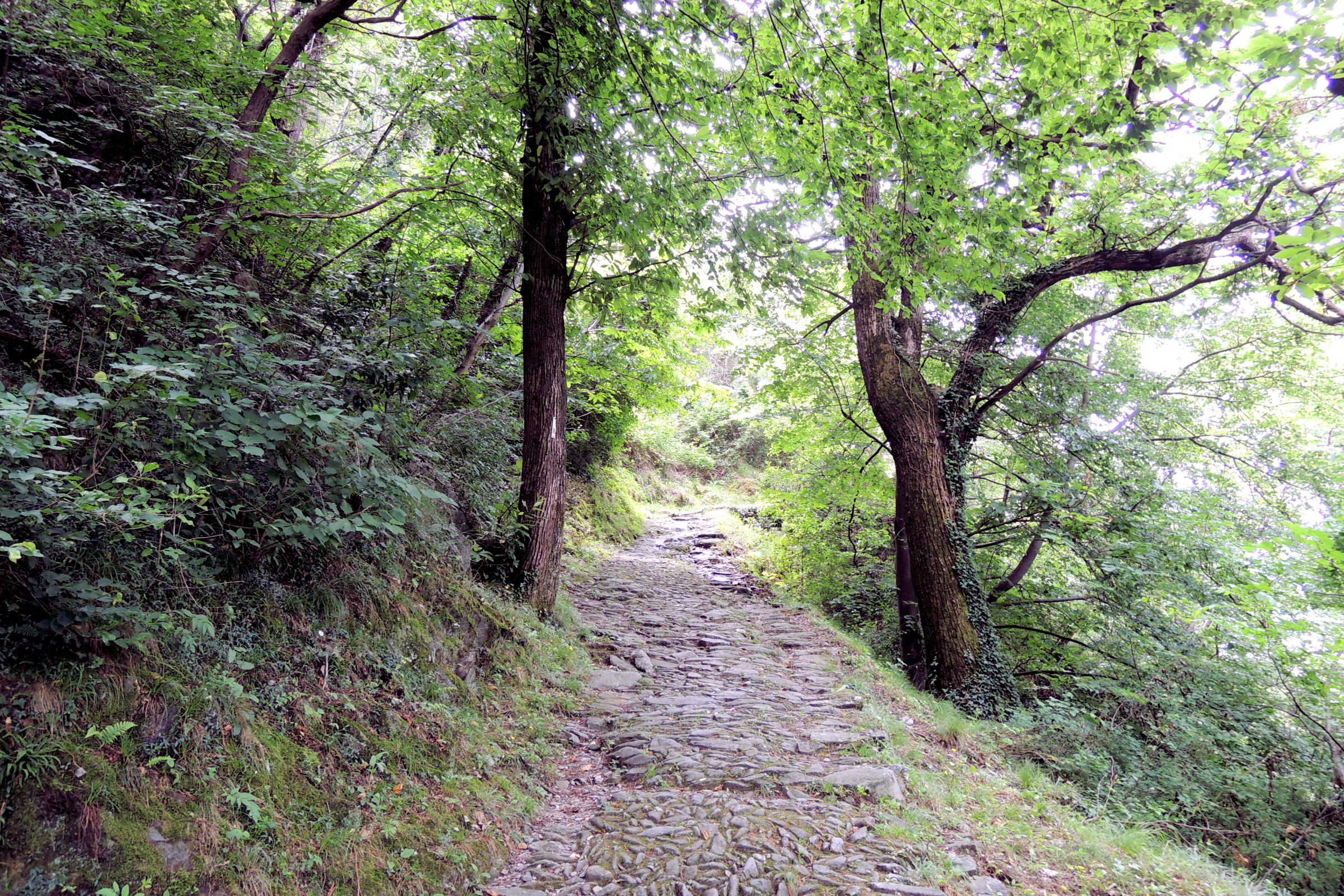
Sentier muletier sur le lac de Côme
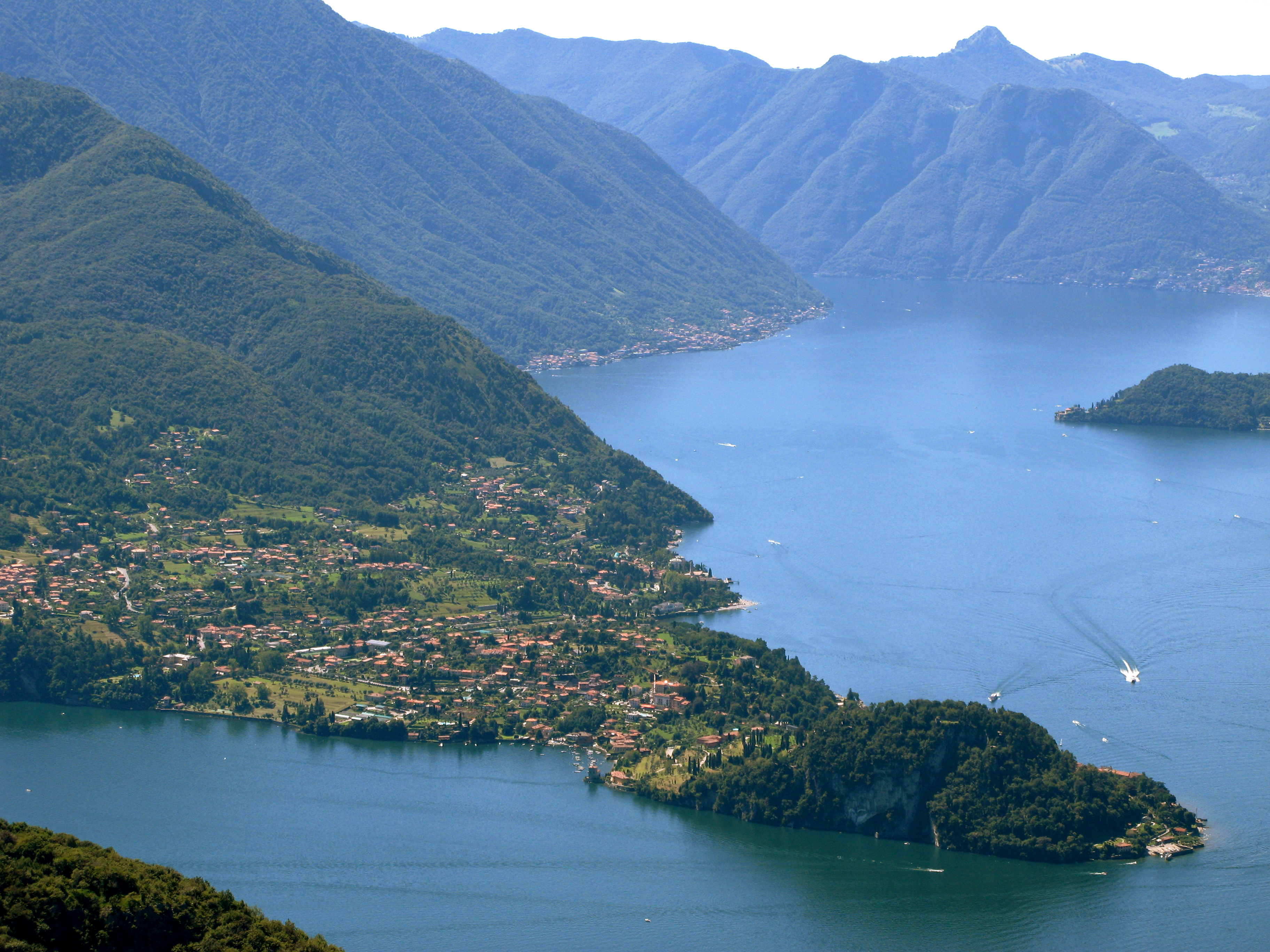
Le promontoire Bellagio dont les contours vus d'en haut sont identiques à la silhouette de la Mona Lisa
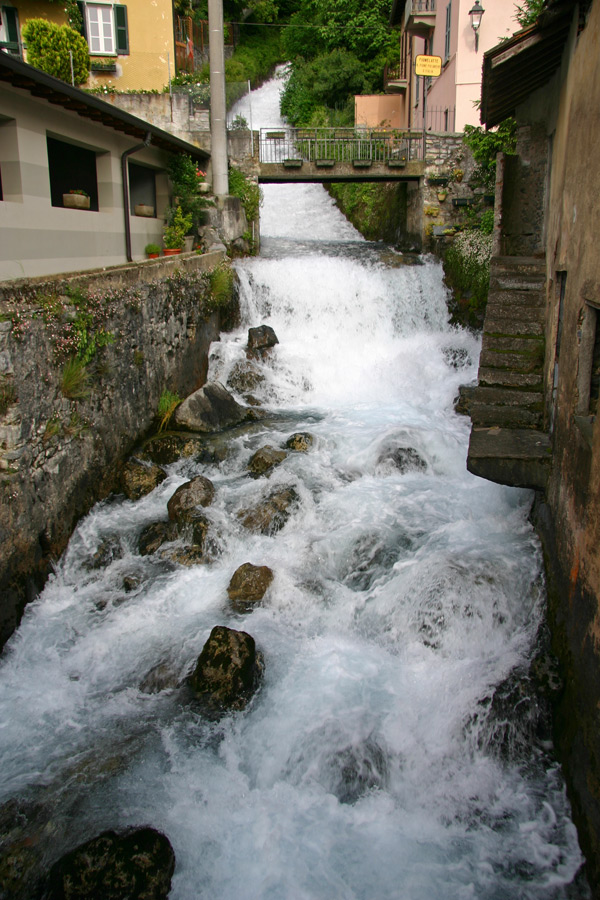
Le Fiumelatte, étudié par Leonardo da Vinci dans le Codex Atlanticus

## Épreuve sportive
Depuis 2014, un événement sportif appelé Trail del Viandante a lieu sur une partie du parcours.